# Puchar Świata w Rugby 7 (2001) – kwalifikacje w Azji
Azjatyckie kwalifikacje do Pucharu Świata 2001 w Rugby 7 miały na celu wyłonienie męskich reprezentacji narodowych w rugby 7, które wystąpiły w finałach tych zawodów. Odbyły się na Petaling Jaya Stadium w Kuala Lumpur w dniach 17–18 marca 2000 roku.

## Informacje ogólne
Zawody kwalifikacyjne rozegrano w ramach turnieju Kuala Lumpur Sevens, a trzy czołowe zespoły awansowały do Pucharu Świata. W eliminacjach nie wystąpiła reprezentacja Korei Południowej mająca zagwarantowany automatyczny awans jako ćwierćfinalista poprzedniej edycji.
Dziesięć reprezentacji rywalizowało w pierwszym dniu systemem kołowym w ramach dwóch czterozespołowych grup. Po zakończeniu tej fazy rozgrywek tworzony był ranking, według którego drużyny zostały po raz kolejny podzielone na dwie grupy, by rozegrać w nich mecze w drugim dniu ponownie systemem kołowym. Zwycięzcy grup awansowali do finału – walczyli dalej o triumf w turnieju mając zagwarantowany awans na Puchar Świata – stawką meczu zespołów z drugich lokat było trzecie premiowane awansem miejsce.
Rozegrany w trudnych warunkach pogodowych turniej – rankiem w drugim dniu zawodów temperatura osiągała 35 stopni Celsjusza – zdominowały reprezentacje Japonii i Hongkongu. Jako niepokonane spotkały się dopiero w finale, a lepsi okazali się Japończycy, trzecie premiowane awansem miejsce zajęło Chińskie Tajpej po zwycięstwie nad gospodarzami

## Faza wstępna

### Mecze
| 17 marca 2000 | Chiny | 47:5 | Indie | Petaling Jaya Stadium, Kuala Lumpur |
| 17 marca 2000 |       | 47:5 |       | Petaling Jaya Stadium, Kuala Lumpur |

| 17 marca 2000 | Japonia | 42:19 | Singapur | Petaling Jaya Stadium, Kuala Lumpur |
| 17 marca 2000 |         | 42:19 |          | Petaling Jaya Stadium, Kuala Lumpur |

| 17 marca 2000 | Japonia | 29:12 | Chiny | Petaling Jaya Stadium, Kuala Lumpur |
| 17 marca 2000 |         | 29:12 |       | Petaling Jaya Stadium, Kuala Lumpur |

| 17 marca 2000 | Malezja | 12:26 | Singapur | Petaling Jaya Stadium, Kuala Lumpur |
| 17 marca 2000 |         | 12:26 |          | Petaling Jaya Stadium, Kuala Lumpur |

| 17 marca 2000 | Chiny | 40:7 | Singapur | Petaling Jaya Stadium, Kuala Lumpur |
| 17 marca 2000 |       | 40:7 |          | Petaling Jaya Stadium, Kuala Lumpur |

| 17 marca 2000 | Japonia | 42:12 | Malezja | Petaling Jaya Stadium, Kuala Lumpur |
| 17 marca 2000 |         | 42:12 |         | Petaling Jaya Stadium, Kuala Lumpur |

| 17 marca 2000 | Japonia | 70:0 | Indie | Petaling Jaya Stadium, Kuala Lumpur |
| 17 marca 2000 |         | 70:0 |       | Petaling Jaya Stadium, Kuala Lumpur |

| 17 marca 2000 | Malezja | 33:17 | Chiny | Petaling Jaya Stadium, Kuala Lumpur |
| 17 marca 2000 |         | 33:17 |       | Petaling Jaya Stadium, Kuala Lumpur |

| 17 marca 2000 | Singapur | 36:7 | Indie | Petaling Jaya Stadium, Kuala Lumpur |
| 17 marca 2000 |          | 36:7 |       | Petaling Jaya Stadium, Kuala Lumpur |

| 17 marca 2000 | Indie | 0:73 | Malezja | Petaling Jaya Stadium, Kuala Lumpur |
| 17 marca 2000 |       | 0:73 |         | Petaling Jaya Stadium, Kuala Lumpur |

| 17 marca 2000 | Sri Lanka | 19:17 | Zatoka Perska | Petaling Jaya Stadium, Kuala Lumpur |
| 17 marca 2000 |           | 19:17 |               | Petaling Jaya Stadium, Kuala Lumpur |

| 17 marca 2000 | Hongkong | 14:7 | Tajlandia | Petaling Jaya Stadium, Kuala Lumpur |
| 17 marca 2000 |          | 14:7 |           | Petaling Jaya Stadium, Kuala Lumpur |

| 17 marca 2000 | Hongkong | 26:12 | Sri Lanka | Petaling Jaya Stadium, Kuala Lumpur |
| 17 marca 2000 |          | 26:12 |           | Petaling Jaya Stadium, Kuala Lumpur |

| 17 marca 2000 | Chińskie Tajpej | 24:5 | Tajlandia | Petaling Jaya Stadium, Kuala Lumpur |
| 17 marca 2000 |                 | 24:5 |           | Petaling Jaya Stadium, Kuala Lumpur |

| 17 marca 2000 | Sri Lanka | 26:33 | Tajlandia | Petaling Jaya Stadium, Kuala Lumpur |
| 17 marca 2000 |           | 26:33 |           | Petaling Jaya Stadium, Kuala Lumpur |

| 17 marca 2000 | Zatoka Perska | 24:14 | Chińskie Tajpej | Petaling Jaya Stadium, Kuala Lumpur |
| 17 marca 2000 |               | 24:14 |                 | Petaling Jaya Stadium, Kuala Lumpur |

| 17 marca 2000 | Hongkong | 32:0 | Zatoka Perska | Petaling Jaya Stadium, Kuala Lumpur |
| 17 marca 2000 |          | 32:0 |               | Petaling Jaya Stadium, Kuala Lumpur |

| 17 marca 2000 | Chińskie Tajpej | 17:5 | Sri Lanka | Petaling Jaya Stadium, Kuala Lumpur |
| 17 marca 2000 |                 | 17:5 |           | Petaling Jaya Stadium, Kuala Lumpur |

| 17 marca 2000 | Tajlandia | 33:5 | Zatoka Perska | Petaling Jaya Stadium, Kuala Lumpur |
| 17 marca 2000 |           | 33:5 |               | Petaling Jaya Stadium, Kuala Lumpur |

| 17 marca 2000 | Hongkong | 19:14 | Chińskie Tajpej | Petaling Jaya Stadium, Kuala Lumpur |
| 17 marca 2000 |          | 19:14 |                 | Petaling Jaya Stadium, Kuala Lumpur |

## Faza zasadnicza

### Grupa C
| 18 marca 2000 | Sri Lanka | 35:14 | Indie | Petaling Jaya Stadium, Kuala Lumpur |
| 18 marca 2000 |           | 35:14 |       | Petaling Jaya Stadium, Kuala Lumpur |

| 18 marca 2000 | Japonia | 43:0 | Chiny | Petaling Jaya Stadium, Kuala Lumpur |
| 18 marca 2000 |         | 43:0 |       | Petaling Jaya Stadium, Kuala Lumpur |

| 18 marca 2000 | Japonia | 47:0 | Sri Lanka | Petaling Jaya Stadium, Kuala Lumpur |
| 18 marca 2000 |         | 47:0 |           | Petaling Jaya Stadium, Kuala Lumpur |

| 18 marca 2000 | Chińskie Tajpej | 22:0 | Chiny | Petaling Jaya Stadium, Kuala Lumpur |
| 18 marca 2000 |                 | 22:0 |       | Petaling Jaya Stadium, Kuala Lumpur |

| 18 marca 2000 | Sri Lanka | 24:21 | Chiny | Petaling Jaya Stadium, Kuala Lumpur |
| 18 marca 2000 |           | 24:21 |       | Petaling Jaya Stadium, Kuala Lumpur |

| 18 marca 2000 | Indie | 0:57 | Chińskie Tajpej | Petaling Jaya Stadium, Kuala Lumpur |
| 18 marca 2000 |       | 0:57 |                 | Petaling Jaya Stadium, Kuala Lumpur |

| 18 marca 2000 | Japonia | 45:0 | Indie | Petaling Jaya Stadium, Kuala Lumpur |
| 18 marca 2000 |         | 45:0 |       | Petaling Jaya Stadium, Kuala Lumpur |

| 18 marca 2000 | Chińskie Tajpej | 24:0 | Sri Lanka | Petaling Jaya Stadium, Kuala Lumpur |
| 18 marca 2000 |                 | 24:0 |           | Petaling Jaya Stadium, Kuala Lumpur |

| 18 marca 2000 | Chiny | 33:7 | Indie | Petaling Jaya Stadium, Kuala Lumpur |
| 18 marca 2000 |       | 33:7 |       | Petaling Jaya Stadium, Kuala Lumpur |

| 18 marca 2000 | Chińskie Tajpej | 45:57 | Japonia | Petaling Jaya Stadium, Kuala Lumpur |
| 18 marca 2000 |                 | 45:57 |         | Petaling Jaya Stadium, Kuala Lumpur |

### Grupa D
| 18 marca 2000 | Singapur | 14:28 | Zatoka Perska | Petaling Jaya Stadium, Kuala Lumpur |
| 18 marca 2000 |          | 14:28 |               | Petaling Jaya Stadium, Kuala Lumpur |

| 18 marca 2000 | Hongkong | 31:5 | Tajlandia | Petaling Jaya Stadium, Kuala Lumpur |
| 18 marca 2000 |          | 31:5 |           | Petaling Jaya Stadium, Kuala Lumpur |

| 18 marca 2000 | Hongkong | 43:0 | Singapur | Petaling Jaya Stadium, Kuala Lumpur |
| 18 marca 2000 |          | 43:0 |          | Petaling Jaya Stadium, Kuala Lumpur |

| 18 marca 2000 | Malezja | 26:15 | Tajlandia | Petaling Jaya Stadium, Kuala Lumpur |
| 18 marca 2000 |         | 26:15 |           | Petaling Jaya Stadium, Kuala Lumpur |

| 18 marca 2000 | Singapur | 14:12 | Tajlandia | Petaling Jaya Stadium, Kuala Lumpur |
| 18 marca 2000 |          | 14:12 |           | Petaling Jaya Stadium, Kuala Lumpur |

| 18 marca 2000 | Zatoka Perska | 14:19 | Malezja | Petaling Jaya Stadium, Kuala Lumpur |
| 18 marca 2000 |               | 14:19 |         | Petaling Jaya Stadium, Kuala Lumpur |

| 18 marca 2000 | Hongkong | 24:18 | Malezja | Petaling Jaya Stadium, Kuala Lumpur |
| 18 marca 2000 |          | 24:18 |         | Petaling Jaya Stadium, Kuala Lumpur |

| 18 marca 2000 | Singapur | 10:12 | Tajlandia | Petaling Jaya Stadium, Kuala Lumpur |
| 18 marca 2000 |          | 10:12 |           | Petaling Jaya Stadium, Kuala Lumpur |

| 18 marca 2000 | Malezja | 18:10 | Singapur | Petaling Jaya Stadium, Kuala Lumpur |
| 18 marca 2000 |         | 18:10 |          | Petaling Jaya Stadium, Kuala Lumpur |

| 18 marca 2000 | Zatoka Perska | 24:45 | Hongkong | Petaling Jaya Stadium, Kuala Lumpur |
| 18 marca 2000 |               | 24:45 |          | Petaling Jaya Stadium, Kuala Lumpur |

## Faza pucharowa

### Mecz o 3. miejsce
| 18 marca 2000 | Malezja | 0:45 | Chińskie Tajpej | Petaling Jaya Stadium, Kuala Lumpur |
| 18 marca 2000 |         | 0:45 |                 | Petaling Jaya Stadium, Kuala Lumpur |

### Mecz o 1. miejsce
| 18 marca 2000 | Japonia | 49:12 | Hongkong | Petaling Jaya Stadium, Kuala Lumpur |
| 18 marca 2000 |         | 49:12 |          | Petaling Jaya Stadium, Kuala Lumpur |